# 卡莫迪洛阿諾山

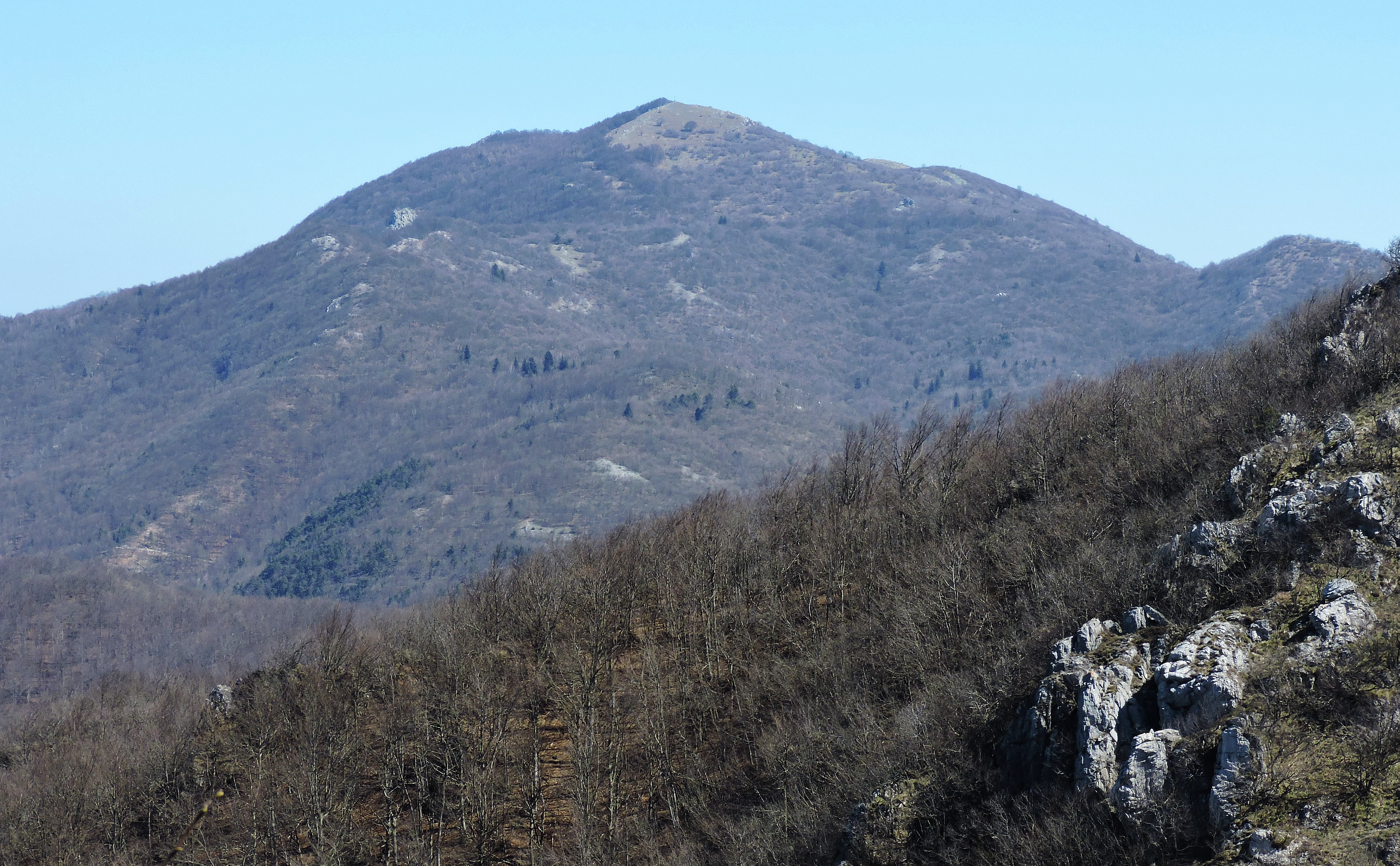

44°10′39″N 8°11′19″E / 44.17750°N 8.18861°E
卡莫迪洛阿諾山（義大利語：Monte Carmo di Loano），是意大利的山峰，位於該國西北部利古里亞大區，由薩沃納省負責管轄，屬於利古里亞阿爾卑斯山脈的一部分，海拔高度1,389米。